# Митя Махорич
Митя Махорич (на словенски: Mitja Mahorič) е словенски колоездач.

## Биография
Роден е на 12 май 1976 година в град Птуй, Федерална Югославия. През 2003 и 2004 година спечелва Обиколката на Словения. През 2005, 2007 и 2008 година спечелва международното състезание „По стъпките на Крал Никола“, а през 2003 година завършва на втора позиция в него. През 2007 година завършва на трето място в Обиколката на Хърватия. През 2008 година спечелва международното състезание „Класик Белград-Чачак“. През 2009 година заема трето място в „Обиколката на езерото Цинхай“. По време на кариерата си, Махорич се състеза за отборите на „Перутнина Птуй“ и „Адриа Мобил“.